# 왜색
왜색(倭色)은 대한민국에서 일본의 문화나 생활 양식을 띠고 있는 색조를 낮잡아 이르는 말이다. 조선민주주의인민공화국의 조선말대사전에서는 일제 침략자들의 썩고 병든 문화나 생활 양식이 띠고 있는 색조라고 정의한다.
역사적인 문제로 인한 한일 관계 변화는 한국 내의 왜색에 대한 시비와 직간접적으로 연결되어 있으며, 현재까지 큰 영향을 끼쳐왔다. 한국은 일제강점기 해방 이후 왜색 문화 비판의 형태로 반일 관념이 강하였고, 반세기가량 지배적인 가치관으로 힘을 발휘하였다. 한국학자 김열규는 왜색 문화에 대한 향유와 경계에 대해 과거 한국인이 일본인을 깔보던 심리, 누적된 증오심과 적개심, 경제대국으로 성장한 일본에 느끼는 열등감과 선망 등이 뒤섞인 콤플렉스로 보았다.
민주화와 세계화로 인한 문화상대주의의 강화, 일본 대중문화 개방을 거친 2000년대 이후 왜색 문화에 대한 거부감은 완화되었으나, 민족정체성을 중심으로 한 왜색 비판은 계속해서 이어지고 있다. 이 때문에 왜색에 대한 무분별한 비난이 사회적으로 문제시되기도 한다.

## 역사

### 1940년대~1950년대
1945년 이후 해방 초기에는 언어나 간판에서 식민지 잔재의 청산을 목적으로 왜색일소(倭色一掃)가 요구되었다. 1950년대부터는 이승만 정권 아래 반일을 외교적 이데올로기로 내세우면서 이러한 잔재뿐만 아니라 문화적 영역에서 새로운 일본 문물의 유입도 전면적 배제의 대상이 되었다. 일본 문물은 식민지 시대를 떠올리게 하는 문화적 위협으로 간주되었다.
1951년 공보처는 일본의 서적과 잡지류에 대해 원칙적으로 필요한 것에 한해 수입과 판매를 허가하였으나 밀수입을 통해 저속한 일본잡지가 들어오고 한국 출판계를 위협한다거나 광복 이전과 같은 사태를 야기할 수 있다는 이유로 일체의 수입과 판매를 허가하지 않았다. 또한, 이미 허가된 것에도 판매 전 검열을 받은 뒤 배포해야 한다는 조건을 걸었다. 가요의 경우, 1956년에는 문교부가 "왜색 레코드는 가사 없이 곡만으로도 사용이 안되고, 다방이나 댄스홀, 개인 등이 소유하는 대부분의 레코드를 사용 금지할 것"이라는 견해를 표명하였다.
이 시기에는 일반 국민의 생활 속에 일제 강점기의 정서가 남아 있고 한국 전쟁의 혼란으로 인해 왜색일소의 효과가 크지 못하였는데, 특히 일제 시대의 습관과 언어 등 생활과 밀접한 것들은 무의식 중에 그대로 사용되었다.

### 1960년대~1970년대
이승만의 하야 후 장면 내각이 등장하며 대일관계에 호전이 기대되었고, 일부 영화업자가 일본 영화의 수입을 추진하였다. 그러나 문교부에서는 일본 영화뿐만 아니라 일본인이 출연하여 일본사회를 묘사한 영화, 다른 나라와 일본의 합작영화 모두 수입을 보류하였다.
1960년대 박정희 정권의 한일 국교 정상화 이후에는 현재진행형으로 들어오는 왜색 문화에 대한 경계심이 높아지며, 대일 국민적 주체의식과 일본적인 것에 대한 자제가 강조되었다. 특히, 일본 대중문화를 '저질문화', '퇴폐문화'라는 이유로 유입을 비판하는 주장이 많았고, 문화 관련 업계에서도 일본의 대중문화를 취하지 않는 것을 자주적인 규제로 삼았다. 한국 정부는 일본 영화 수입 문제 완화를 위한 1967년 한일문화교류 협정체결을 시도하였으나 여론의 강력한 반대로 실효를 거두지 못하였다.
한편으로 1964년 10월 도쿄올림픽 개최를 계기로 일본에서 해외여행의 자유화가 실현되자 한국을 방문하는 일본인이 증가하면서 이들을 상대하는 한국인들을 통해 일본 대중문화가 간접적으로 유입되어 본격적인 해적판으로 변질되어 등장하기도 하였다.
1970년대는 유신체제 아래 검열과 규제를 통한 강력한 문화 통제로 자국의 문화에 대해서도 강압적인 기준을 적용하였으며, 일본 문화의 수입과 공개를 허가하는 경우도 거의 없이 일체의 논의를 피하였다.

### 1980년대~1990년대

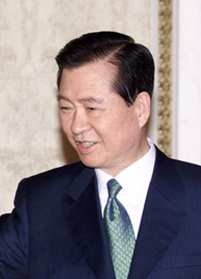
김대중 정권의 일본 대중문화 개방은 왜색에 대한 대한민국 국민의 부정적 정서를 고려하여 단계적으로 이루어졌다.

1983년 1월 일본의 총리 나카소네 야스히로가 한국을 공식 방문하고, 1984년 9월 전두환이 한국 대통령으로는 처음으로 일본을 공식 방문하는 등, 1980년대는 한일관계의 호조로 일본 대중문화 개방 문제에 대한 본격적인 논의가 시작되었다.
6월 민주 항쟁 및 대통령직선제 부활로 1987년에 금지곡이 해제되는 등 대중문화 영역에 커다란 변화가 있었고, 1988년 서울 올림픽이 개최된 것을 계기로 1989년 해외여행이 자유화되며 한일간 여행객이 급속히 증가하면서 한국 내의 일본 대중문화 유입에도 영향을 미쳤다. 이후 1989년 독일 베를린 장벽 붕괴, 1991년 소련 해체 및 월드와이드웹 등장, 1995년 WTO 체제 출범 등 대내외적 변화가 이어지며 한국에서는 경제성장과 중산층의 확대, 문화적 자유화, 미디어의 다원화 및 대중화, 세계화, 대중문화에 대한 관점의 변화 및 문화산업 담론의 확산 등이 이루어졌다.
1990년대 초반에는 일본의 대중 문화가 한국에서 유행하는 현상에 대해 경계하는 학계의 목소리도 많았으나, 개방적 문화교류 조건의 성숙으로 문화상대주의가 확대되면서 일본 대중문화에 대한 규제 완화를 용인하는 움직임이 일어났다. 1998년 3월 국민여론조사에서 일본 대중문화 개방에 대하여 "언젠가는 개방하더라도 가능하면 늦추는 것이 좋다"가 48.5%를 차지하고, "일본 대중문화의 개방이 한국대중문화산업에 나쁜 영향을 미칠 것이다"라는 견해가 51.5%가 나오는 등, 왜색에 대한 우려를 가진 국민은 적지 않았다.
1998년, 김대중 정부의 일본 대중문화 개방으로 점차 대중문화 규제를 철폐하기 시작했다. 이 정책은 일본 문화에 대한 국민적 거부감이라는 민감성을 이유로 비교적 왜색이 옅은 문화부터 단계적으로 개방되었고, 2004년에 전면 개방하기에 이른다.

### 2000년대 이후
자문화중심주의적 반일언설이 축소되면서 왜색으로 단정하고 배제하는 관념으로 통용되는 시대는 지나갔고, 청년층 사이에서 왜색 문화에 대한 거부감도 줄어든 형편이다. 그러나, "민족정체성"을 근간으로 한 일제 잔재 청산 논의가 계속해서 효력을 지니고 있는 점을 볼 때, 한국 국민 사이에서 일본 문화의 유입과 향유에 대한 거부감은 여전히 존재하고 있다.
2020년대에 들어선 뒤에는 MZ세대를 중심으로 일본 대중문화를 자연스럽게 소비하는 경향이 두드러졌다. 유튜브, 넷플릭스 등 OTT 서비스를 통해 국경을 초월한 글로벌 콘텐츠 소비에 익숙한 MZ세대는 문화적 경계심을 거의 느끼지 않는데, 이러한 변화에는 한국의 콘텐츠 경쟁력 강화와 경제적 성장에 따른 자신감이 배경이 된 것으로 분석된다. 특히 케이팝과 같은 자국 문화의 세계적 성공으로 특정 문화에 대한 경계심이 불필요하다는 인식이 확산된 것도 주요 요인으로 꼽힌다. 2024년에는 그동안 한국 방송에서 꺼리던 일본어 노래가 《한일가왕전》, 《한일톱텐쇼》와 같은 TV 예능 프로그램에서 원어 그대로 방송되는 등 실질적인 왜색 규제 해제 현상이 나타났다. 이는 과거 일본 대중문화를 왜색으로 경계하고 제한했던 것과는 달리, 문화 소비의 중심 세대가 된 MZ세대가 보다 개방적이고 자유로운 태도로 일본 문화를 향유하게 되었음을 보여준다. 2025년 경향신문의 광복 80주년 기획 2030 대일인식조사에 따르면, 대한민국 2030세대의 3명 중 2명이 "일본 문화를 향유하면서도 과거사에 대한 비판이 양립 가능하다"고 응답하여, 젊은 세대의 일본 문화에 대한 복합적인 인식을 보여주었다.

## 사례
대한민국에서는 문화 예술 영역에 있어서 작품에 왜색이 드러날 때 국민의 거부감이 민감하게 작용한다. 2000년대 이후 일본 문화와 예술을 즐긴다고 친일이나 잘못된 역사 인식을 가졌다고 매도하는 분위기는 많이 사라졌으나, 반일 감정에 치우쳐 이성보다는 감정적 판단을 하는 경향도 자주 발견된다.
일본에 대한 무조건적인 거부 반응에 대해 일부 문화 관계자들은 일본에 대한 한국의 역사적 감정이 여전히 유효하다는 것을 감안하는 한편, 불필요한 왜색 논란이 시대착오적이며, 아시아가 세계화하는 추세에 몇몇 사례의 민감한 반응이 문제가 될 소지가 있다고 해석한다.

### 트로트와 대중가요
트로트는 일제강점기를 거치는 동안 일본의 엔카 영향을 받았다 하여 1960년대부터 왜색을 띤다는 비판을 받아왔다. 경음악평론가 서경술은 1965년 9월 19일 〈주간한국〉의 글에서 왜색 가요가 범람하는 이유를 중장년층의 일본에 대한 지나친 향수와 젊은층의 새로운 것에 대한 호기심으로 들고, 일본 가요의 특징인 미야코부시(都節)와 이나카부시(田舍節)의 음계가 〈목포의 눈물〉에서 〈동백아가씨〉에 이르기까지 나타난다고 하였다. 또한, 트로트의 창법이 일본 특유의 짜는 듯한 소리를 사용하고 있으며 리듬도 "게다짝을 신고 팔자걸음을 앙금앙금 걷는 듯한 가락"이라고 하였다. 그는 "트로트로 인해서 우리의 주체의식을 저버리고 일본화 할 우려가 있으므로 우리 고유의 미풍을 해치는 팝송이나 왜색 모두 배격해야 하지만 왜색 먼저 배격해야 한다"고 주장하였다.
1960년대 이후 대중음악규제를 위한 심의기구 방송윤리위원회 및 예술윤리위원회에서 심의한 금지곡의 사유 중에는 왜색의 비중이 높았다. 심의기준에 따르면 왜색은 크게 곡왜색과 창법왜색으로 구분되었다. 곡왜색의 대표로는 미야코부시 음계를 사용한 노래가 있으며, 창법왜색은 리듬과 관련하여 주로 반박자를 쉬고 들어가는 노래를 특성으로 삼고 있어 주관적 판단이 요구되었다.

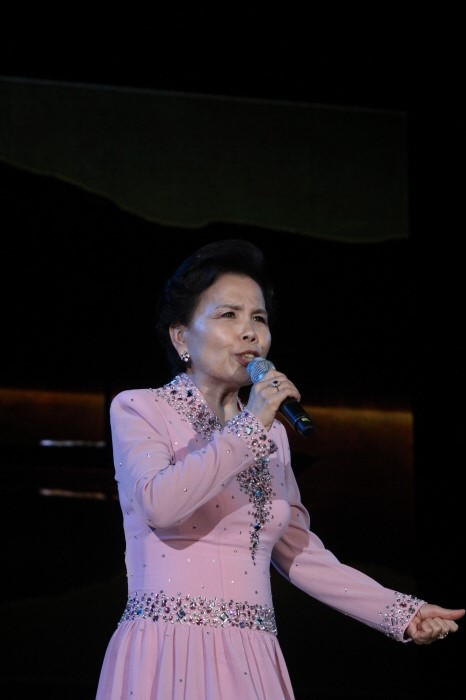
이미자가 부른 〈동백아가씨〉는 인기 절정의 위치에서 금지곡이 되어 왜색으로 인한 금지곡의 대표로 꼽히게 되었다.

1964년 발표된 이미자의 〈동백아가씨〉는 대중에게 큰 인기를 끌었으나, 1965년 당시 다섯 개 방송국의 음악 실무자들이 왜색 가요를 정화한다는 목적 아래 방송에서 노래를 금지하고자 했다. 음악가들은 한국연예협회를 중심으로 이에 항의하고 실무자들로부터 사과를 받았다. 이미자는 당시 가요계의 풍토에서 다른 음반 회사가 〈동백아가씨〉의 인기를 시기하여 노래를 사장시키고자 왜색 가요 시비를 일어킨 것으로 추정하였다. 결국 한국방송윤리위원회는 1965년 12월 15일 〈동백아가씨〉를 금지곡으로 지정하였고, 1968년 2월에는 한국예술문화윤리위원회에서 왜색조라는 이유로 음반 제작을 금지시켰다. 1975년 한국 정부의 공연활동의 정화정책에 따라 공식적인 음반 금지곡이 된 이 노래는 1987년이 되어서야 해금되었다.
1960년대 활동하였던 백야성은 〈잘 있거라 부산항〉, 〈마도로스 부기〉 등의 노래가 왜색을 이유로 금지곡이 되고, 창법의 왜색으로 인해 방송과 공연 금지까지 당하여 약 20년동안 가수 활동을 접었다.
왜색을 이유로 금지당한 노래는 〈무정한 밤배〉, 〈마도로스 멋쟁이〉, 〈뱃고동아 전해다오〉, 〈사나이순정〉, 〈울어라 뱃고동아〉, 〈유달산아 말해다오〉, 〈잘있거라 김포공항〉, 〈선창애화〉, 〈부산아가씨〉, 〈불꺼진 층층대〉 등의 44곡이 있으며, 왜색곡에 대한 모호한 기준이 문제시되면서 1987년 8월 18일 문화공보부가 공연 금지 해제 조치를 통해 이중 36곡을 해금하였다.
1980년대에 들어 일본 가수의 내한공연이 시작되었는데, 이들은 서울올림픽과 같은 일부 국제 행사의 경우를 제외하면 대부분이 일본어 대신 영어나 한국어로 노래를 부르도록 문화부의 규제를 받았다. 1990년 12월 카토 토키코는 롯데호텔 서울의 자선 디너쇼에서 노래를 부를 때 영어나 한국어를 사용해야 한다는 공연 허가 조건에도 불구하고 자신의 노래 10여 곡을 일본어로 불러 논란이 되었다. 또한, 일본에서 활동 중이던 가수 계은숙은 1993년 하얏트호텔 서울에서 일본인 관광객을 대상으로 한 디너쇼 중 일본어로 노래를 불러 비판의 대상이 되었다. 1995년에는 한일국교정상화 30주년을 기념하여 한일친선협회의 주선으로 재일교포 가수 미야코 하루미의 내한공연이 추진되었으나, 문화체육부에서는 일본 대중가수의 공연을 허가할만큼 국내 여건이 성숙하지 않았다는 이유로 불허하였다.
2004년 일본 대중음악과 공연 부문이 전면 개방된 이후에는 일본 가수의 한국 공연 및 일본어 노래 가창이 자유롭게 이루어지게 되었다. 지상파 방송과 라디오의 일본어 노래 송출의 경우, 일본 가수가 한국 공연이나 방송에 출연한 것으로 제한한다는 내용이 방송통신의원회 의결 사항으로 남아있으나 강제력은 없다. 따라서 법적 문제는 없지만 방송사에서는 국민 정서를 이유로 내부 규정을 두어 자발적으로 일본어 노래를 송출하지 않고 있다. 실제로 KBS에서는 방송 심의 관련 규정에 따라 아이즈원의 〈반해버리잖아?〉, 종현의 〈Rewind〉와 같이 가사의 전체나 일부가 일본어인 노래를 방송 부적격으로 판정하고 있다.

### 방송
2021년 2월 11일 KBS에서 방영된 《조선팝 어게인》의 이날치의 공연 무대 배경으로 일본의 성인 천수각과 유사한 이미지를 사용하여 왜색으로 논란이 되었다. KBS는 논란의 요소를 거르지 못한 것에 대하여 사과하였고, 《조선팝 어게인》을 비롯해 같은 배경이 사용된 《불후의 명곡》, 《국악 동요 부르기》의 관련 영상을 삭제하였다.
2020년 tvN의 예능 《여름방학》은 배경 장소인 강원도 고성의 집이 일본식의 적산가옥과 유사하여 왜색 논란이 불거졌다. 제작진은 해당 집이 1950년대 고택을 수리한 것임을 밝히며 시청자들이 느낄 수 있는 불편함을 세심하게 고려하지 못한 것에 대하여 사과하고 외관 변경을 진행하였다.

### 영화
감독과 배우 대부분이 일본인인 영화 《가정교사》는 제작사 기준으로 영화의 국적을 판정하는 한국 공연윤리위원회의 심의 기준에 따라 미국 영화로 수입 심의와 본 심의가 통과되었고, 1995년 2월 18일 개봉하여 일본 대중문화를 보여주는 왜색 논란을 불러 일으켰다. 1993년 수입된 미국의 영화 《쇼군 마에다》 또한 일본 배우가 출연하는 사무라이 영화로 《가정교사》와 같은 이유로 심의가 통과되었다. 이 영화는 지나친 왜색풍으로 인해 극장 측이 꺼려 상영하지 못하였다. 이후 《가정교사》의 개봉에 힘입어 1995년 2월과 3월에 영화를 개봉하려 하였으나 반대 여론으로 인해 무산되었다. 이 두 영화의 수입 절차 논란으로 김동호 공연윤리위원장은 사의를 표명하였다. 《쇼군 마에다》는 개봉이 계속 밀려지다 1년 후인 1996년 6월 29일 국도극장에서 개봉하였다. 영화에 드러나는 왜색에 대한 거부감으로 인해 개봉 당시 극장에 폭파 협박 전화가 걸려와 경찰이 수사에 나섰고, 관련 단체가 상영 중지를 촉구하기도 하였다.
일본 영화의 국내 개봉 이외에도 한국인 배우가 일본인 배역을 맡을 때 왜색 논란이 일어나는 경우가 잦다. 영화 《블러드》에서 전지현은 일본 교복과 일본도를 들고 싸우는 사야 역을 맡아 왜색 논란이 일어났고, 《지.아이.조: 전쟁의 서막》에서 이병헌은 원작의 일본인 닌자 스톰 쉐도우 역을 맡았으나 배우 스스로가 한국인으로 나오기를 희망하여 등장인물의 국적이 바뀌었다.

### 복식
2008년 미스 유니버스 대회에 참가한 이지선은 대회에서 입은 전통 의상이 한복이 아닌 기모노라는 오해를 받아 왜색 논란을 겪으며 비난을 받았다. 이지선의 스타일리스트 서정은은 고구려 시대의 한복과 조선 후기의 승무복을 절충하여 만든 옷이라고 해명하였다.
대한검도회에서 주최하는 모든 행사(심사, 강습회 등)에는 벨크로 방식이 아닌 끈으로 묶는 형태의 요판이 달린 일본식 도복 하의(하카마)를 착용할 수 없도록 되어 있다. 만약 입으면 실격된다.

### 만화와 애니메이션
대한민국에서는 비판 능력이 부족한 저연령 대상의 작품일 수록 왜색이 짙은 만화나 애니메이션은 방송 등의 매체에서 배제되거나, 비판을 받는 일이 많다.
한국의 방송사는 일본 대중문화 개방 전부터 사전자율심의에 따라 편집을 거쳐 왜색을 제거하고 이름과 지명 등을 현지화하는 방법으로 일본 애니메이션을 방영하였다. 1975년 한국에서 MBC를 통해 정식으로 방영된 《마징가 제트》는 왜색을 지우고자 제작 국가를 미국으로 표기하였고, 주인공의 이름 카부토 코우지를 한국식인 쇠돌이로 바꾸었다. 개방 이전에도 정식으로 수입이 가능했던 만화의 경우에도, 왜색이 없어야 한다는 단서가 붙었다. 1992년 한국에서 정식으로 연재가 시작된 일본 만화 《슬램 덩크》는 등장인물의 일본식 이름을 모두 한국식으로 변경하여 표기하였다. 일본의 문화나 풍속을 비슷한 한국의 것으로 바꾸거나 아예 해당 부분을 편집하는 경우도 흔하였다.
일본 대중문화가 개방된 이후에도, 시청자의 반일 감정에 따른 거부감에 기반하여 애니메이션에서 왜색을 의도적으로 지우는 일은 흔하다. 2004년 《고스트 바둑왕》을 수입하여 방영한 KBS는 자체 심의 규정에 따라 후지와라노 사이가 입고 있는 기모노를 하얗게 덧칠하였다. 디즈니의 2014년 애니메이션 영화 《빅 히어로》는 한국 개봉 당시 영화의 등장인물인 히로 하마다와 타다시 하마다의 일본식 이름을 각각 히로 아르마다, 테디 아르마다로 바꾸었다.

### 상점
2015년 4월, 서울 강남역 일대에 일본풍의 상점이나 일본 기업이 연 점포를 방문할 때 받는 느낌을 물어보는 설문에 20대는 74%가 "별 느낌이 없다"라고 답하였고, 50대는 전체의 43%가 "다소 거부감이 든다", 11%는 "왜색이 짙어 불쾌하다"고 답하였다. "일본풍의 가게를 가 본 적이 없다"는 50대의 응답률은 38%로 전체 평균 응답률(27.1%)을 웃돌았다.
2019년 대한민국의 일본 제품 불매 운동이 일어나자 편의점 업체 CU는 일본어가 들어간 제품명인 모찌롤을 롤케익, 데리야키를 달콤간장으로 변경하였다. 또한, 백화점과 대형 마트에서는 추석 선물 세트에 사케와 같은 일본술을 제외시켰다.

### 현충사
현충사에서 1963년 박정희 대통령의 지시로 확장 공사를 통해 조성된 연못은 1990년대 초부터 일본 교토의 니노마루 정원 연못을 본떠 만들었다는 지적이 국회 국정감사 등에서 제기돼 왔다. 전각 앞에 1970년 박정희가 기념식수로 심은 금송은 일본 천황을 상징한다는 이유로 2011년 시민단체 문화재제자리찾기운동이 문화재청을 상대로 이전 요구 소송을 법원에 제기하여 패소했다. 문화재청은 대통령이 헌수하여 시대성과 역사성을 나타냄을 이유로 존치를 주장하였다.

## 참고 문헌
- 이지원 (2015). “한일 문화교류와"반일"논리의 변화: "왜색문화"비판 언설의 궤적”. 《한국과 국제정치》 (경남대학교 극동문제연구소) 31 (1): 119-150.
- 하야시, 나츠오 (2008년 2월). “대중문화 교류에서 나타난 현대 한일관계 : 한국의 ‘일본 대중문화 개방정책’과 일본에서의 “한류” 현상”. 《한일공동연구총서》 (고려대학교 아세아문제연구소) 14 (2): 232-270.
- 장유정 (2008년 12월). “한국 트로트 논쟁의 일고찰 : 이미자 관련 논쟁을 중심으로”. 《대중서사연구》 (대중서사학회) (20).
- 권정구 (2019). “비공개 심의본에 나타난 왜색금지곡의 특징 분석”. 《한국민요학》 (한국민요학회) (55).
- 산본공 (2004), 《일본대중문화의 개방정책과 유입실태의 변천에 관한 연구 : 영화·방송·대중 음악과 공연을 중심으로》, 경기대학교 국제·문화대학원 석사학위 논문